# Soricomys kalinga
Soricomys kalinga is een knaagdier uit het geslacht Soricomys dat voorkomt in de provincie Kalinga in het noorden van het Filipijnse eiland Luzon.

## Verspreiding en leefgebied
S. kalinga werd op 30 maart 2000 voor het eerst gevonden in Magdallao, op 1600 m hoogte. Tot 4 april werden daar vier mannetjes en twee vrouwtjes gevangen. Tussen 19 en 25 maart 2001 werden daar nog eens vier mannetjes en twee vrouwtjes aan toegevoegd op de locatie Am-licao, op 1800 m hoogte. Op de berg Mount Bali-it werden tussen 22 en 25 februari 2003 twee mannetjes en drie vrouwtjes verzameld op 1950 m hoogte, en tussen 27 februari en 2 maart 2003 vier mannetjes en een vrouwtje op 2150 m hoogte. Al deze locaties liggen in de barangay Balbalasang van de gemeente Balbalan (positie: 17°25-28' NB en 121°4'-122°0' OL). Deze locaties liggen in bergregenwoud en mossy forest (moswoud). Het is goed mogelijk dat de soort ook in andere nabijgelegen hooglanden voorkomt.
S. kalinga is de vertegenwoordiger van zijn geslacht, Soricomys, in het noordelijke deel van de Cordillera Central van Luzon. Dit geslacht komt ook voor in de Sierra Madre (S. musseri). In de andere berggebieden van Luzon, inclusief het zuidelijke deel van de Cordillera Central, is het geslacht tot nu toe onbekend.

## Beschrijving
Net als de andere soorten uit het geslacht is Soricomys kalinga een kleine, op de grond levende, spitsmuisachtige rat met kleine oren en slanke voeten. De staartlengte is iets kleiner dan de kop-romplengte. De vacht is net zo dicht als bij de andere twee soorten, maar korter. De bovenkant van het lichaam is oranjebruin en loopt geleidelijk over in de lichtere onderkant. De haren op de bovenkant van het lichaam zijn driekleurig: de onderste driekwart ervan is donkergrijs, vervolgens komt er een zwart stuk, en de punt is oranje. Op de onderkant van het lichaam zijn de haren korter en alle delen zijn bleker. De kleine oren zijn rond en zwart. De naakte huid van de lippen en de neus is donkergrijs. De lichtgrijze snorharen zijn vrij kort, al zijn ze langer dan bij de andere soorten.
De voorvoeten zijn van boven donkergrijs en van onderen naakt en zwart. Op de onderkant van deze voeten zitten vijf knobbels. De donkere vingers dragen lange, smalle klauwen; alleen de duim draagt een korte nagel. De achtervoeten zijn van boven bruingrijs van kleur en bedekt met spaarzame korte haren, met donkerdere vingers. De onderkant is naakt en lichter van kleur en bevat zes knobbels. De vrij lange staart is volledig zwart. Net als bij de andere soorten ontspringen er uit elke schub op de staart drie zwarte haren, die echter langer zijn dan bij de andere twee soorten. Vrouwtjes hebben twee paren van mammae op de buik. Mannetjes zijn iets groter dan vrouwtjes (zie tabel hieronder). Het karyotype is 2n=44.
| Kenmerk                                                                           | Mannetjes | Mannetjes | Mannetjes | Vrouwtjes | Vrouwtjes | Vrouwtjes |
| Kenmerk                                                                           | gem.      | min.-max. | n         | gem.      | min.-max. | n         |
| --------------------------------------------------------------------------------- | --------- | --------- | --------- | --------- | --------- | --------- |
| Kop-romplengte (mm)                                                               | 101,8     | 93-110    | 14        | 99,7      | 98-102    | 6         |
| Staartlengte (mm)                                                                 | 95,2      | 86-101    | 13        | 90,3      | 85-95     | 6         |
| Achtervoetlengte (mm)                                                             | 23,6      | 22-26     | 14        | 22,7      | 22-23     | 6         |
| Oorlengte (mm)                                                                    | 14,1      | 13-15     | 14        | 14,2      | 13-15     | 6         |
| Vachtlengte (mm)                                                                  | -         | 7-8       | 4         | -         | 7-9       | 3         |
| Staartschubben/cm                                                                 | -         | 21-22     | 4         | -         | 22        | 3         |
| Gewicht (g)                                                                       | 26,5      | 20-30     | 14        | 24,0      | 21-31     | 6         |
| Schedellengte (mm)                                                                | 26,0      | 25,5-26,5 | 6         | 25,6      | 25,3-25,9 | 5         |
| Afkortingen: gem., gemiddelde; min., minimum; max., maximum; n, aantal exemplaren |           |           |           |           |           |           |

## Gedrag en ecologie
S. kalinga leeft op de grond, al is er één exemplaar op een omgevallen boom gevangen, zo'n twee meter boven de grond. Er zijn dieren gevonden voor de ingang van holen, bij omgevallen bomen en in "muizenpaadjes". De soort is voornamelijk overdag actief, net als A. luzonensis; slechts 6 van de 22 exemplaren kwamen in de schemering of 's nachts in een val terecht. In twaalf onderzochte magen kon geen spoor van plantaardig materiaal worden gevonden, maar alle magen bevatten resten van geleedpotigen, en alle op een na resten van regenwormen. Er zijn ook veel meer dieren gevangen met vallen met regenwormen als aas dan in vallen met kokosnotenpasta als aas. S. kalinga plant zich waarschijnlijk in het begin van het jaar voort, aangezien er twee drachtige vrouwtjes zijn gevonden in april en seksueel actieve mannetjes in februari, maart en april.
Deze soort komt vrij algemeen voor; gemiddeld zou een val één S. kalinga per 200 nachten opleveren. S. kalinga is daarmee een stuk algemener dan A. luzonensis. Op alle drie de locaties kwamen ook de spitsmuis Crocidura grayi en de knaagdieren Apomys datae, Apomys cf. microdon, Batomys granti, Bullimus luzonicus, Chrotomys whiteheadi, Rattus everetti en Rhynchomys soricoides voor. Chrotomys silaceus werd alleen op Mount Bali-it en in Am-licao gevonden, en Carpomys phaeurus alleen op Mount Bali-it.

## Ontdekkingsgeschiedenis
In 2002 werd er voor het eerst over deze soort gepubliceerd in een artikel van Eric Rickart en Lawrence Heaney in de Proceedings of the Biological Society of Washington waarin de karyotypes van een aantal Filipijnse knaagdieren bekend werden gemaakt. Daarin werd het karyotype van een van de exemplaren uit Am-licao gerapporteerd onder de naam Archboldomys musseri. In een later artikel uit 2005 van Heaney e.a. in het Filipijnse wetenschappelijke tijdschrift Sylvatrop over de zoogdieren van Balbalasang werd gemeld dat "Archboldomys sp." daar voorkwam; deze soort werd uiteindelijk in 2006 formeel beschreven door Danilo Balete, Rickart en Heaney in Systematics and Biodiversity. Als holotype werd FMNH 175555 uitgekozen, een mannetje dat op 23 februari 2003 op Mount Bali-it was gevangen. De naam verwijst naar de provincie Kalinga, de enige waar de soort tot nu toe is gevonden. In 2012 werd de soort verplaatst naar het nieuwe geslacht Soricomys.

## Beschermingsstatus
De bossen waar deze soort voorkomt vormen een van de grootste stukken bos die nog over zijn op Luzon. Redenen daarvoor zijn de slechte bereikbaarheid van het gebied, de geringe commerciële waarde van het hout en de aanwezigheid van de Banao-stam, die haar traditionele gewoonten in ere houdt en het bos vurig beschermt. Hierom, en omdat het verspreidingsgebied van S. kalinga waarschijnlijk groter is dan het tot nu toe bekende gebied, wordt de soort naar alle waarschijnlijkheid niet in haar voortbestaan bedreigd.